# Episodi di Stargate SG-1 (prima stagione)
La prima stagione della serie televisiva di fantascienza Stargate SG-1 è composta da 22 episodi e venne trasmessa per la prima volta negli Stati Uniti dal 27 luglio 1997 al 6 marzo 1998 sulla rete televisiva Showtime. In Italia la serie fu trasmessa su Telemontecarlo dal 19 settembre 1999 al 6 febbraio 2000.
Il cast principale della prima stagione è costituito da Richard Dean Anderson che interpreta la parte del colonnello dell'Aviazione Jack O'Neill, affiancato da Michael Shanks nella parte del dottor Daniel Jackson, Amanda Tapping nel ruolo del capitano Samantha Carter e Christopher Judge che interpreta l'alieno Teal'c. La squadra dell'SG-1 è comandata dal generale George Hammond, interpretato da Don S. Davis.
| nº | Titolo originale               | Titolo italiano             | Prima TV USA      | Prima TV Italia   |
| -- | ------------------------------ | --------------------------- | ----------------- | ----------------- |
| 1  | Children of the Gods (Part 1)  | I figli degli dei (Parte 1) | 27 luglio 1997    | 19 settembre 1999 |
| 2  | Children of the Gods (Part 2)  | I figli degli dei (Parte 2) | 27 luglio 1997    | 19 settembre 1999 |
| 3  | The Enemy Within               | L'invasione                 | 1º agosto 1997    | 26 settembre 1999 |
| 4  | Emancipation                   | Emancipazione               | 8 agosto 1997     | 3 ottobre 1999    |
| 5  | The Broca Divide               | La luce della civiltà       | 15 agosto 1997    | 10 ottobre 1999   |
| 6  | The First Commandment          | Il primo comandamento       | 22 agosto 1997    | 17 ottobre 1999   |
| 7  | Cold Lazarus                   | Clonazione                  | 29 agosto 1997    | 24 ottobre 1999   |
| 8  | The Nox                        | Missione «invisibile»       | 12 settembre 1997 | 31 ottobre 1999   |
| 9  | Brief Candle                   | Alterazione biologica       | 19 settembre 1997 | 7 novembre 1999   |
| 10 | Thor's Hammer                  | Il pianeta dei vichinghi    | 26 settembre 1997 | 14 novembre 1999  |
| 11 | The Torment Of Tantalus        | Il supplizio di Tantalo     | 3 ottobre 1997    | 21 novembre 1999  |
| 12 | Bloodlines                     | Schiavi di un falso dio     | 10 ottobre 1997   | 28 novembre 1999  |
| 13 | Fire And Water                 | Morte apparente             | 17 ottobre 1997   | 5 dicembre 1999   |
| 14 | Hathor                         | Il sortilegio di Hator      | 24 ottobre 1997   | 12 dicembre 1999  |
| 15 | Singularity                    | Il cavallo di Troia         | 31 ottobre 1997   | 26 dicembre 1999  |
| 16 | Cor-ai                         | Condanna a morte            | 23 gennaio 1998   | 19 dicembre 1999  |
| 17 | Enigma                         | Enigma                      | 30 gennaio 1998   | 16 gennaio 2000   |
| 18 | Solitudes                      | Naufragio planetario        | 6 febbraio 1998   | 9 gennaio 2000    |
| 19 | Tin Man                        | Trasferimento di coscienze  | 13 febbraio 1998  | 2 gennaio 2000    |
| 20 | There But For The Grace Of God | Universi paralleli          | 20 febbraio 1998  | 23 gennaio 2000   |
| 21 | Politics                       | Pericolo d'attacco          | 27 febbraio 1998  | 30 gennaio 2000   |
| 22 | Within The Serpents Grasp      | L'incubo si avvera          | 6 marzo 1998      | 6 febbraio 2000   |

## I figli degli Dei
- Titolo originale: Children of the Gods
- Diretto da: Mario Azzopardi
- Scritto da: Jonathan Glassner e Brad Wright

### Trama
L'episodio si colloca un anno dopo le vicende narrate nel film Stargate, quando
il portale rimasto inutilizzato in una base militare si attiva improvvisamente e da esso fuoriescono creature aliene agli ordini di Apophis, un Goa'uld della stessa razza del defunto Ra, che uccidono alcuni soldati e rapiscono una soldatessa.
Il programma Stargate viene riattivato agli ordini del generale George Hammond, che fa richiamare in servizio il colonnello Jack O'Neill e lo invia su Abydos assieme al capitano Samantha Carter con il compito di trovare il professor Jackson, la cui moglie Sha're viene rapita dai Goa'uld poco dopo.
I soldati riescono ad arrivare sul pianeta Chulak, dove Apophis vuole usare Sha're come ospite per sua moglie; vengono fatti prigionieri ma riescono a liberarsi grazie all'aiuto di Teal'c, una delle guardie di Apophis ribellatasi al suo padrone. Ritornano sulla Terra, ma lasciano i loro cari nelle mani dei loro nemici.
- Special guest star: Alexis Cruz (Skaara)
- L'episodio ha durata doppia (circa due ore) e in Italia fu trasmesso in due parti, andate in onda entrambe il 19 settembre 1999.

## L'invasione
- Titolo originale: The Enemy Within
- Diretto da: Dennis Berry
- Scritto da: Brad Wright

### Trama
Il comandante della SG-2 Charles Kawalsky soffre di una terribile cefalea, causata da un giovane goa'uld penetrato nel suo cervello. Piuttosto che subire questa orribile intrusione, che gli fa perdere qualsiasi coscienza e volontà Kawalsky si sottopone a un delicato e pericoloso intervento neurochirurgico di rimozione che purtroppo non avrà successo e il maggiore morirà dopo un duro scontro con Teal'c il quale, per ordine del presidente degli Stati Uniti, diventa ufficialmente il nuovo componente della SG-1.

## Emancipazione
- Titolo originale: Emancipation
- Diretto da: Jeff Woolnough
- Scritto da: Katharyn Powers

### Trama
Sul pianeta Simarka la squadra SG-1 incontra gli Shavadai, abili e fieri guerrieri che però considerano le donne inferiori agli uomini e le assoggettano a pesanti restrizioni. Il capitano Carter si trova invischiata nei conflitti fra i capi guerrieri e la sua lotta contro le regole e pregiudizi diventa un vero e proprio duello per la vita.
- Special guest star: Cary-Hiroyuki Tagawa (Turghan)
- Questo episodio vede il debutto dell'attrice Crystal Lowe, qui nei panni di Nya.
- L'episodio vede tra gli attori anche Jorgito Vargas Jr. (accreditato come Jorge Vargas), meglio conosciuto come Blake Bradley in Power Rangers: Ninja Storm.

## La luce della civiltà
- Titolo originale: The Broca Divide
- Diretto da: William Gereghty
- Scritto da: Jonathan Glassner

### Trama
Jack O'Neill e la sua squadra arrivano sul pianeta P3X-797 e scoprono che è diviso in due zone: in una, illuminata, abitano gli Intoccati, organizzati in una civiltà simile all'età del bronzo; nell'altra, perennemente oscura, vivono allo stato primitivo i Posseduti, ominidi aggressivi e selvaggi. Al ritorno alla base i membri della squadra portano con sé un virus che rischia di trasformare tutti i membri della base in Posseduti.

## Il primo comandamento
- Titolo originale: The First Commandment
- Diretto da: Dennis Berry
- Scritto da: Robert C. Cooper

### Trama
La squadra SG-9 è scomparsa. Inviato a indagare, l'SG-1 scopre che Jonas Hanson, comandante della squadra dispersa, nonché ex fidanzato di Sam, ha sfruttato le sue conoscenze tecnologiche per soggiogare brutalmente la primitiva popolazione del pianeta, recitando la parte di una divinità. L'SG-1 smaschererà l'inganno, ma non riuscirà a salvare Hanson dal suo delirio di onnipotenza.

## Clonazione
- Titolo originale: Cold Lazarus
- Diretto da: Kenneth J. Girotti
- Scritto da: Jeffrey F. King

### Trama
Durante l'esplorazione di un nuovo pianeta, il cui suolo è disseminato di cristalli frantumati, Jack O'Neill ne trova uno intatto e viene colpito da una scarica d'energia che lo tramortisce. Un duplicato di O'Neill, rientrato sulla Terra assieme alla squadra ignara dello scambio, prende a interessarsi della vita privata del colonnello, ed in particolare della sua ex-moglie e del figlio morto in un incidente.

## Missione «invisibile»
- Titolo originale: The Nox
- Diretto da: Charles Correll
- Scritto da: Hart Hanson

### Trama
I membri della squadra SG-1, andati a indagare sull'esistenza di una forma di vita capace di rendersi invisibile, vengono attaccati ed uccisi dai Jaffa di Apophis, che si trova sul pianeta per lo stesso motivo. Ma sono riportati in vita dai Nox, un popolo dotato di poteri magici, ma di indole gentile ed ingenua, che l'SG-1 dovrà proteggere da Apophis e da se stessi.
- Guest star: Armin Shimerman

## Alterazione biologica
- Titolo originale: Brief Candle
- Diretto da: Mario Azzopardi
- Scritto da: Steven Barnes

### Trama
Sul pianeta Argos, Jack O'Neill e i suoi uomini scoprono una società apparentemente felice e dedita ai festeggiamenti, che però soffre di un invecchiamento accelerato. Sedotto da una donna del posto, O'Neill prende anch'egli a invecchiare rapidamente, mentre il resto della squadra torna sulla Terra per cercare una soluzione.

## Il pianeta dei vichinghi
- Titolo originale: Thor's Hammer
- Diretto da: Brad Turner
- Scritto da: Katharyn Powers

### Trama
Gli uomini dell'SG-1 arrivano a Cimmeria, dove Jack O'Neill e Teal'c vengono risucchiati in un labirinto e si scontrano con un Unas, una creatura che è stata la prima ospite per i Goa'uld. Qui si trova anche il martello di Thor, un'arma degli Asgard progettata per distruggere i Goa'uld.
- Questo episodio è il primo esempio nella serie della reinterpretazione in chiave fantascientifica di elementi del mito, in questo caso tratti dalla mitologia nordica, che assumerà un ruolo rilevante in tutta la serie.

## Il supplizio di Tantalo
- Titolo originale: The Torment Of Tantalus
- Diretto da: Jonathan Glassner
- Scritto da: Robert C. Cooper

### Trama
Visionando alcuni vecchi filmati Daniel Jackson intuisce che nel 1945 lo scopritore dello Stargate professor Langford riuscì a inviare il suo assistente Ernest Littlefield attraverso il portale, senza fare più ritorno. l'SG-1 parte sulle tracce di Littlefield assieme alla figlia del professore Catherine Langford, allora fidanzata del giovane assistente scomparso.
- Catherine Langford compare anche nel film originale Stargate; il suo personaggio è interpretato nella serie da Elizabeth Hoffman, mentre nel film il suo ruolo è affidato all'attrice Viveca Lindfors.
- L'attore Paul McGillion, che ricopre il ruolo del giovane dr. Littlefield, ha poi impersonato il dottor Carson Beckett nello spin-off Stargate Atlantis.

## Schiavi di un falso dio
- Titolo originale: Bloodlines
- Diretto da: Mario Azzopardi
- Scritto da: Mark Saraceni

### Trama
Teal'c rivela all'SG-1 di aver abbandonato sua moglie e suo figlio sul pianeta Chulak, e di volerli ricontattare. Il generale Hammond organizza una spedizione allo scopo di salvare il piccolo Rya'c, che ha raggiunto l'età per ricevere un simbionte Goa'uld.

## Morte apparente
- Titolo originale: Fire And Water
- Diretto da: Allan Eastman
- Scritto da: Brad Wright e Katharyn Powers

### Trama
Daniel Jackson viene ritenuto morto in missione, mentre è in realtà tenuto prigioniero dall'alieno anfibio Nem, un Oannes, che ha manipolato e suggestionato il resto della squadra inculcando loro falsi ricordi per evitarne il ritorno sul pianeta. L'alieno crede che Jackson sia un servitore dei Goa'uld e che possa sapere qualcosa sulla scomparsa della sua compagna, avvenuta 4000 anni prima nella città di Babilonia.

## Il sortilegio di Hathor
- Titolo originale: Hathor
- Diretto da: Brad Turner
- Scritto da: David Bennett Carren e J. Larry Carroll

### Trama
In un sito archeologico in Messico viene liberata per caso Hathor, la madre di tutti i Goa'uld e moglie di Ra. Infiltratasi nel Comando Stargate, inizia a soggiogare e manipolare i soldati di sesso maschile, mentre le donne sembrano immuni ai suoi metodi. Lo scopo di Hathor è quello di dare alla luce un nuovo tipo di larva Goa'uld, usando il colonnello O'Neill come ospite.

## Il cavallo di Troia
- Titolo originale: Singularity
- Diretto da: Mario Azzopardi
- Scritto da: Robert C. Cooper

### Trama
Una strana malattia ha ucciso tutti gli abitanti del pianeta P8X-987, tranne una bambina di nome Cassandra, che viene portata sulla Terra. Samantha Carter si affeziona rapidamente alla piccola, rimanendo sconvolta quando scopre che la bambina potrebbe essere stata usata dai Goa'uld come cavallo di Troia per trasportare una bomba all'interno del proprio corpo.
- L'attrice Amanda Tapping ha affermato in una intervista[10] che l'episodio rappresenta un vero e proprio punto di svolta nello sviluppo del personaggio di Samantha Carter.

## Condanna a morte
- Titolo originale: Cor-ai
- Diretto da: Mario Azzopardi
- Scritto da: Tom J. Astle

### Trama
Durante una missione Teal'c viene arrestato per aver ucciso un uomo mentre era agli ordini di Apophis e sottoposto al Cor-ai, un processo in cui l'accusatore è anche giuria e giudice. Viene condannato a morte, ma poco prima dell'esecuzione le truppe di Apophis attaccano il pianeta e Teal'c salva gli abitanti del luogo.

## Enigma
- Titolo originale: Enigma
- Diretto da: William Gereghty
- Scritto da: Katharyn Powers

### Trama
Il colonnello Jack O'Neill e la sua squadra arrivano sul pianeta Tollan, dove regnano morte e distruzione. Il team porta sulla Terra un gruppo di sopravvissuti tecnologicamente evoluti, i quali però non desiderano condividere le proprie conoscenze, per timore che vengano male impiegate. L'intelligence militare tenta di costringerli a collaborare, ma l'SG-1 non condivide i metodi adottati e riesce a trovare una collocazione temporanea per i sopravvissuti.

## Naufragio planetario
- Titolo originale: Solitudes
- Diretto da: Martin Wood
- Scritto da: Brad Wright

### Trama
Un incidente al DHD dello Stargate causa il mancato rientro di Jack O'Neill e Samantha Carter, che si ritrovano feriti e dispersi su un pianeta ghiacciato, a breve distanza da un portale non funzionante. Dopo estenuanti ricerche Daniel Jackson riesce a intuire l'esistenza di un secondo Stargate sotto i ghiacci dell'Antartide.

## Trasferimento di coscienze
- Titolo originale: Tin Man
- Diretto da: Jimmy Kaufman
- Scritto da: Jeffery F. King

### Trama
La squadra SG-1 in missione viene colpita da una misteriosa energia e soccorsa da un solitario nativo che afferma di averli guariti e migliorati. Ma una volta ritornati sulla Terra i componenti si accorgono di essere stati modificati e trasformati in robot. Ritornano quindi sul pianeta per affrontare colui che li ha omaggiati di un così discutibile dono, per scoprire che anch'egli condivide la loro stessa sorte.
- Il titolo originale Tin Man, ovvero uomo di latta, è un riferimento al personaggio omonimo del romanzo Il mago di Oz.

## Universi paralleli
- Titolo originale: There But For The Grace Of God
- Diretto da: David Warry-Smith
- Scritto da: Robert C. Cooper

### Trama
Un manufatto di origine aliena trasporta Daniel Jackson in una realtà parallela, nella quale egli non è membro della SG-1 ed il programma Stargate è condotto da Catherine Langford. In questo universo i Goa'uld stanno attaccando con successo la Terra e le loro truppe guidate da Teal'c si preparano a sferrare l'ultimo assalto al Comando Stargate. Jackson riuscirà a tornare alla sua realtà portando con sé le preziose coordinate che indicano da quale pianeta è partito l'attacco alla terra dell'universo alternativo, consapevole che molto probabilmente un simile attacco potrebbe avvenire anche nella sua realtà.

## Pericolo d'attacco
- Titolo originale: Politics
- Diretto da: Martin Wood
- Scritto da: Brad Wright

### Trama
Il senatore Kinsey è incaricato di svolgere indagini sull'attività della sezione Stargate, in vista di una chiusura della base. Infatti il senatore è convinto che il programma sia in realtà una montatura dei militari per ottenere ingenti finanziamenti dal governo. Inutili sono le narrazioni delle minacce sventate dalla squadra e gli avvertimenti di Daniel Jackson, che continua a sostenere che un attacco dei Goa'uld sia imminente.
- Special guest star: Ronny Cox nel ruolo del senatore Kinsey.
- L'episodio è un clip show, ossia è costruito in larga parte con il montaggio di scene girate negli episodi precedenti narrate in forma di flashback, ed è stato considerato dal pubblico l'episodio più debole della stagione[11].
- La puntata contiene una scena in cui si fa riferimento alla possibilità di trasmettere un virus alla nave aliena, in riferimento al film Independence Day.

## L'incubo si avvera
- Titolo originale: Within the Serpent's Grasp
- Diretto da: David Warry-Smith
- Scritto da: Jonathan Glassner

### Trama
Mentre Daniel Jackson tenta di convincere suoi compagni dell'imminenza di un attacco dei Goa'uld, il senatore Kinsey riesce a far chiudere lo Stargate, ma ciò non impedisce che la squadra SG-1 passi attraverso il portale contravvenendo agli ordini. I quattro si ritrovano catapultati in una astronave Goa'uld diretta contro la Terra al comando del figlio di Apophis Klorel, che è nel corpo di Skaara, un tempo amico di O'Neill. La nave viene minata ma parte della squadra viene catturata. Il destino della Terra dipende dai due compagni rimasti liberi e dall'opposizione di Skaara al controllo del suo simbionte.
- Special guest star: Alexis Cruz (Skaara)
- In questa puntata compare per la prima volta la pistola Zat; in precedenza le armi dei Goa'uld erano aste a energia.